# سكوت نيكولا
سكوت نيكولا (بالإنجليزية: Scott Nicolas)‏ هو لاعب كرة قدم أمريكية أمريكي، ولد في 7 أغسطس 1960 في ويتشيتا فولز في الولايات المتحدة.

## وصلات خارجية
- سكوت نيكولا على موقع مرجع كرة القدم المحترفة.كوم (الإنجليزية)